# La historia siguiente
La historia siguiente (holandés: Het volgende verhaal) es una novela del escritor holandés Cees Nooteboom, publicada en 1991 como Boekenweekgeschenk. Las misteriosas circunstancias en las que el protagonista de la historia se despierta una mañana se condensan en su tránsito de la vida a la muerte. En un viaje hacia la muerte recuerda su pasado y un amor de hace 20 años. La trama está enmarcada con numerosas referencias a mitos antiguos y motivos sobre la narrativa, los viajes y la muerte. En Alemania, una reseña en el programa televisivo de crítica literaria Das Literarische Quartet (El cuarteto literario) ayudó al libro a convertirse en un gran éxito y al autor a una popularidad duradera.

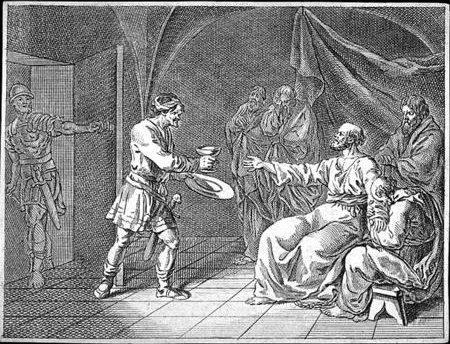
Daniel Chodowiecki : La muerte de Sócrates : una de las escenas que el protagonista, apodado Sócrates, siempre presentaba a sus alumnos en clase con particular pasión.

## Trama

### Primera parte

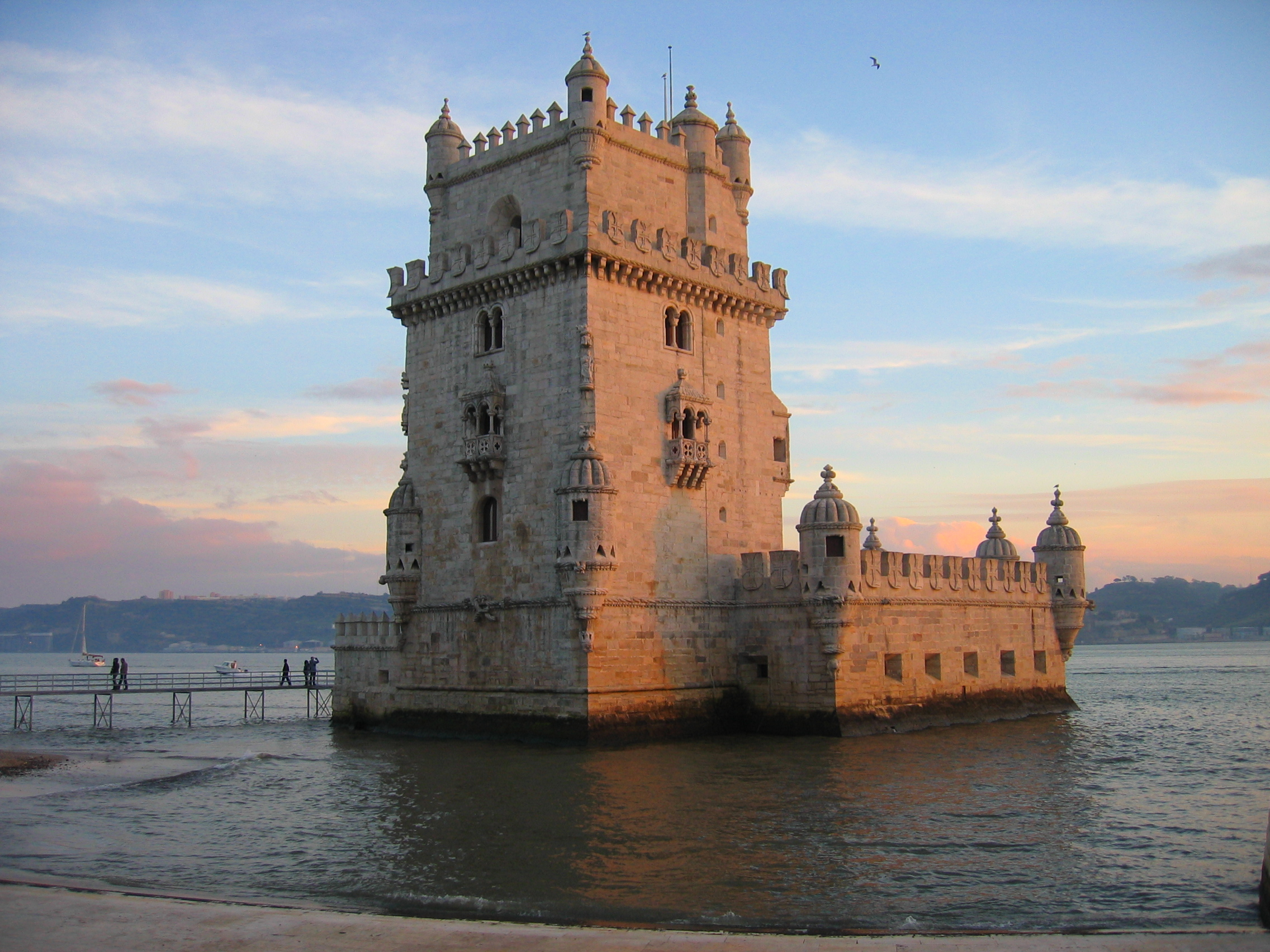
Torre de Belem en Lisboa

Hermann Mussert se despierta una mañana en la habitación de un hotel de Lisboa, aunque está convencido de que haberse acostado la noche anterior, como siempre, en su apartamento de Ámsterdam. En un estado confuso entre la realidad, el sueño o la muerte, recuerda hechos que lo trajeron a esta habitación hace veinte años.
En ese momento, Mussert era un profesor de secundaria de griego y latín, un erudito clásico poco mundano bautizado como "Sócrates" por los estudiantes, quien se embriagaba con las historias de la ascensión al cielo de Faetón y la muerte de Sócrates. Solo una vez se enamoró y convirtió en una persona común: comenzó una aventura con su colega María Zeinstra, quien no ocultó el hecho de que engañaba a su marido, el profesor y entrenador deportivo holandés Arend Herfst, a causa de su aventura con Lisa d'India, una estudiante de secundaria excelente y muy dotada, de quien todo el cuerpo docente estaba enamorado. Solo Mussert se evade de esa situación, aunque debe confesar que fue la única alumna que hizo parecer vivas y reales las lenguas muertas y los mitos clásicos que enseñaba.
De nuevo en Portugal, Mussert recorre los caminos por los que una vez acompañó a María Zeinstra durante un congreso y evoca su pasado juntos. Mientras se queda dormido en la habitación del hotel de Lisboa donde pasaron la noche, se ve acostado en su cama de Ámsterdam, luchando contra algo mientras duerme.

### Segunda parte
El epígrafe a la segunda parte es un buen resumen de la trama:

This is, I believe, it: 

not the crude anguish of physical death

but the incomparable pangs

of the mysterious mental maneuver

needed to pass from one state of being to another. 

Easy, you now, does it, son.

Vladimir Nabokov

Transparent Things
Creo que es esto: 

no la cruda angustia de la muerte física, 

sino los incomparables dolores

de la misteriosa maniobra mental 

necesaria para pasar de un estado del ser a otro.

Tranquilo, hazlo ahora, hijo.

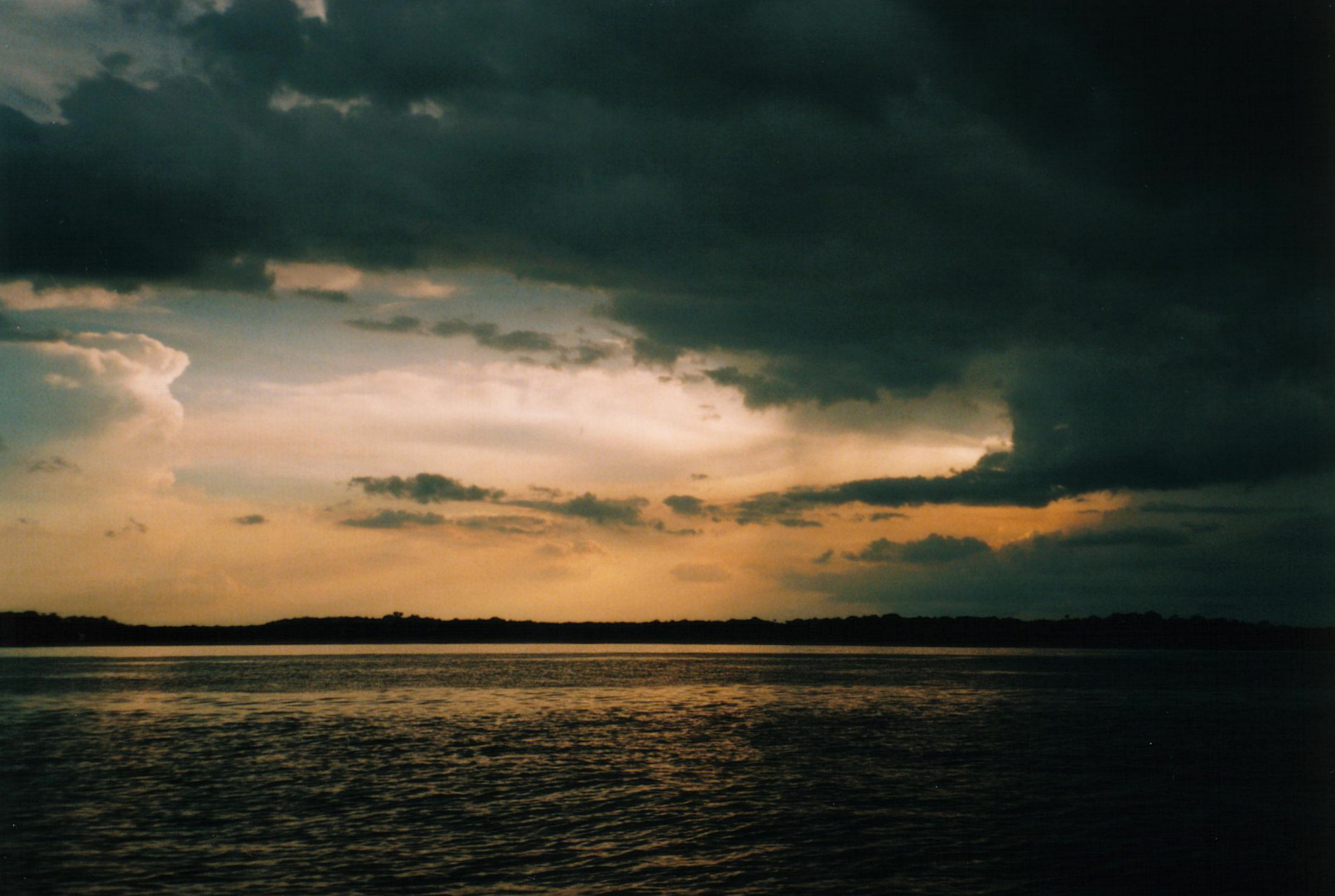
El río de aguas negras Río Negro al atardecer.

Junto con una mujer misteriosa y otros cinco pasajeros, el sacerdote italiano Fermi, el piloto estadounidense capitán Decobra, el joven español Alonso Carnero, el periodista inglés Peter Harris y el erudito chino profesor Deng, Mussert se encuentra en un misterioso viaje desde el suburbio de Lisboa Belém hasta Belém en Brasil a las "aguas de la muerte" del Río Negro.
Durante el viaje, Mussert recuerda lo que sucedió hace veinte años. En una lección, declamó la escena de la muerte de Sócrates frente a su clase, hablando solo con su alumna favorita Lisa d'India, quien para él encarnaba el papel del alumno de Sócrates, Crito. Al final de la lección, los dos se quedaron hablando sobre la inmortalidad del alma cuando ella de repente le preguntó si perdería a María Zeinstra si ella rompía con Herfst. En ese momento fueron interrumpidos por María Zeinstra. Lisa dejó una carta para Mussert, pero María, celosa de su rival, le dio a elegir entre leer la carta o quedarse con ella. Eligió a María y, por lo tanto, nunca se enteró de las últimas palabras que Lisa d'India le escribió. Arend Herfst, que se había enterado de la relación de Mussert con su esposa, lo estaba esperando en el patio de la escuela. Estando borracho, golpeó a Mussert, agarró a Lisa, se la llevó en su automóvil y provocó un accidente en el que ella murió y él se rompió ambas piernas. Tanto Herfst como Mussert fueron despedidos de la docencia tras el escándalo. María Zeinstra se mudó a Estados Unidos con su esposo y Mussert se dedicó a escribir guías de viaje usando el pseudónimo Dr. Estrabón. Jamás volvió a escuchar algo de ella.
Mientras tanto, la travesía a través del Atlántico adquiere cada vez más las características de un viaje a la muerte. El barco ha llegado a la desembocadura del Amazonas, y mientras se desliza lentamente río arriba y cruza al Río Negro en Manaos, cada noche uno de los siete viajeros puede contar la historia de su muerte, antes de que la mujer con un gesto tierno se lo lleve. Carnero cuenta de una prueba de valor con un amigo, en la cual fue atropellado por un tren nocturno y murió. Harris fue apuñalado en un bar de Guyana por un celoso rival por involucrarse con una prostituta negra. El capitán Dekobra cayó al océano desde gran altura después de que su avión quedara atrapado en una nube de ceniza volcánica. El padre Fermi fue atropellado por una ambulancia al final de una peregrinación y herido de muerte. Deng se quitó la vida después de ser humillado y desterrado durante la Revolución Cultural China.
Cada uno de los hablantes parece realizarse de una forma especial cuando mira el rostro de la mujer, un rostro que solo el respectivo narrador reconoce, pero que permanece oculto para los demás. A diferencia de los demás, Mussert durante mucho tiempo no supo cuál era su propia historia, que habría de contar. Pero cuando la mujer misteriosa, el último miembro restante del grupo de viaje, lo saluda con la mano y él la mira, ella tiene el rostro de Lisa d'India, y él le cuenta la historia siguiente.

## Forma
La novela es contada por el protagonista Hermann Mussert en primera persona. Se divide en dos partes, formalmente separadas y cada una presentada por separado con una cita, así como dos niveles de tiempo: el presente de Mussert (aunque también narrado) en un hotel de Lisboa y los acontecimientos de hace 20 años. La historia previa y el período intermedio de Mussert como escritor de viajes solo son mencionados.
La novela tiene una estructura circular. La última oración se refiere al comienzo de la historia. El motivo del ciclo se retoma una y otra vez, por ejemplo en la imagen del perro que se muerde la cola o en la travesía del barco: “Te vas de Belém, llegas a Belém. De esta manera se alcanza algo similar al eterno retorno."

## Interpretación
Nooteboom comentó en una entrevista con Jan van Damme: "Cada uno puede hacer su propia interpretación, pero para mí es una historia sobre la muerte, simplemente. Un hombre muere en Ámsterdam y ve pasar toda su vida en cuestión de segundos. Esa es la idea básica.

### Antigüedad y modernidad

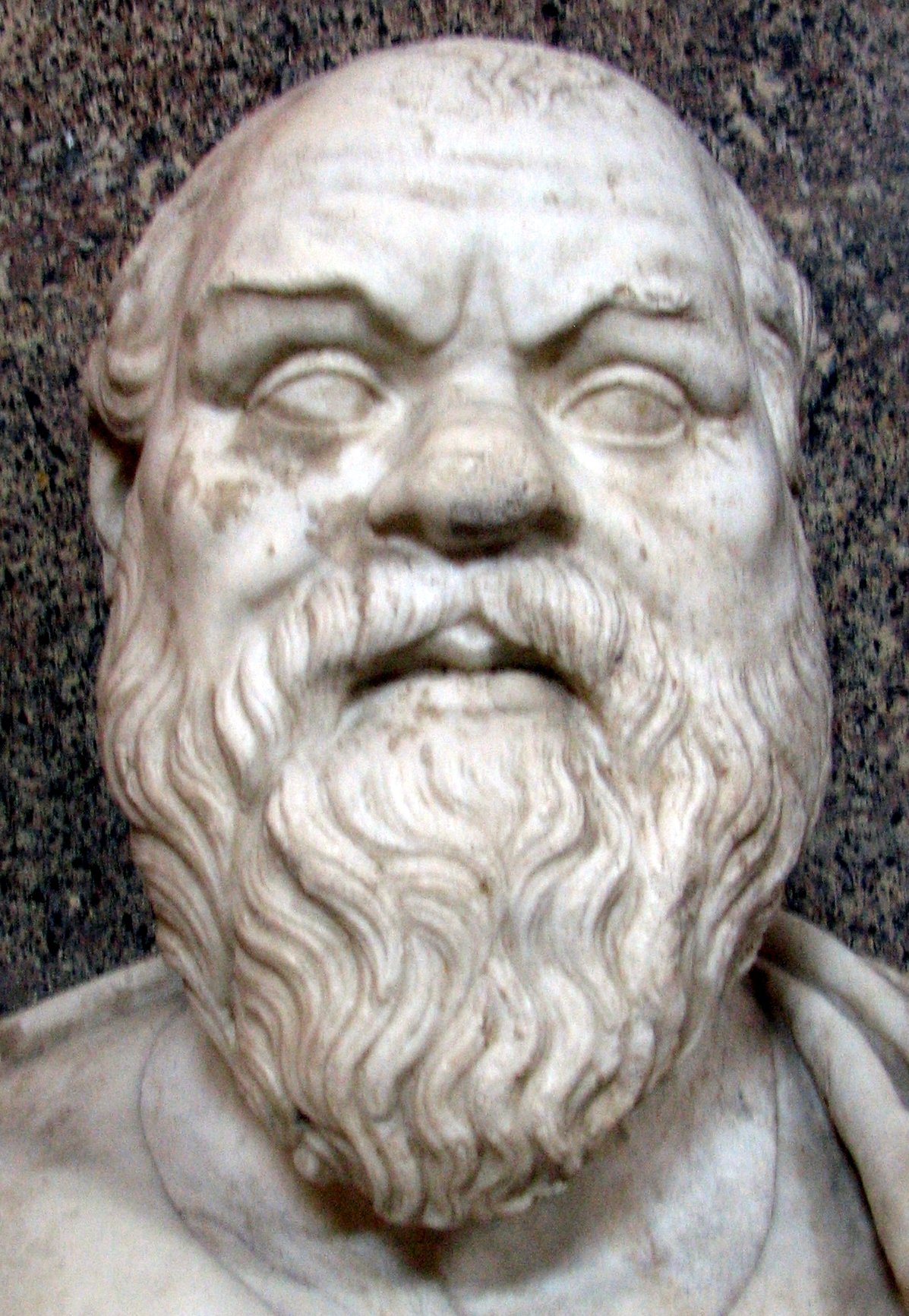
Busto de Sócrates de los Museos Vaticanos

Para el filólogo clásico Mussert, la antigüedad es un hogar y un refugio espiritual. Se identifica con el sobrenombre de Sócrates, que sus alumnos utilizan para burlarse de él, e incluso guarda un parecido físico con el gran filósofo. "Sócrates sin barba y con anteojos, el mismo rostro grumoso, en el que nadie pensaría jamás en filosofía, si no supiéramos qué palabras habían dicho aquellos labios gordos bajo la nariz chata de anchas ventanas, y qué pensamientos había surgido detrás de esa frente de matón."
Mussert usa la antigüedad para protegerse de la modernidad y restaurar el orden clásico en su vida. Para él, las Metamorfosis de Ovidio son “mi Biblia, y realmente ayuda." Él ha “leído mucho mejor en Tácito” que en los artículos periodísticos sobre eventos políticos actuales, e inmediatamente proporciona el pasaje apropiado. Glorifica la precisión del latín y desprecia la "congestión" y el "balbuceo confuso" de las lenguas modernas. Arend Herfst, como profesor de holandés y poeta moderno, toma la posición de un adversario natural, sobre quien Mussert expresa repetidamente su desprecio: “Él hablaba [...] de nada y por lo tanto era increíblemente popular. Un poeta encarnado, y luego otro que entrena al equipo de baloncesto de la escuela". Cuando Lisa d'India le presenta uno de sus poemas, que también está escrito en un estilo moderno, se siente decepcionado con su alumna favorita, lo que sucedía raramente: "No tenía forma, se parecía a la poesía moderna".. Mussert, que está atrapado en la mitología, también adopta una actitud instintivamente defensiva hacia las ciencias naturales: la bióloga María Zeinstra “sabía todo lo que yo no quería saber”.
Cuando el amor entra en la vida de Mussert y lo convierte brevemente en "una persona común", Mussert aprende que la vida real no se parece en nada  "para lo que me habían preparado palabras, versos, libros". Más tarde vuelve a afirmar: “Ningún libro que haya leído me ha preparado para esto […], entonces la gente real lidia con estas tonterías." A él no le ayuda, que no por casualidad se describe a sí mismo como "la extensión de mi biblioteca", que en realidad "Horacio escribiera poemas brillantes sobre tales banalidades".

### Amor
Así como Mussert y Herfst son antípodas, también lo son María Zeinstra y Lisa d'India. La bióloga Zeinstra es una persona moderna, vuelta a la razón y a la ciencia, con un estilo del "norte de Holanda". Lisa d'India encarna el sur. Es hija de trabajadores invitados italianos y, como Mussert, es aficionada a la antigüedad y las lenguas antiguas.
El amor por María Zeinstra saca a Mussert de la torre de marfil de su distanciamiento del mundo. Dice: “Por primera vez en mi vida me había acercado a lo que parecía amor. María Zeinstra era una de las personas libres y lo daba por sentado, era extremadamente directa en todo, me sentía como si estuviera tratando con holandeses por primera vez, o con el pueblo. Resume su relación: "Ella me había mostrado un área que había sido cerrada para mí. Todavía lo era, pero al menos lo vi ahora. Pero al mismo tiempo esta forma de amor lo profana: “Y ahora estaba enamorado y, por lo tanto, me convertí en miembro de esa asociación insípida y mezclada de autómatas sincronizados que supuestamente tanto despreciaba.
Lisa d'India es para Mussert mucho menos real que María Zeinstra. Se convierte en la superficie de proyección de sus anhelos, fiel al lema de Platón: "El amor está en quien ama, no en quien es amado." Debido a su nombre, Mussert la asocia con la música de Sigismondo d'India, aunque ella insiste en que su padre era un trabajador del metal, lo que Mussert ve como su intento de "aumentar la distancia entre ella y la música. tanto como sea posible". A diferencia de su amor físico por María Zeinstra, el afecto de Mussert por su alumna es puramente intelectual, platónico, en el verdadero sentido de la palabra. Después de una lección sobre el Fedón de Platón, María Zeinstra agarra el libro de Lisa y se da cuenta: "Platón, no puedo hacer nada al respecto."  Esto se hace realidad al final del relato, cuando Mussert no reconoce a María Zeinstra en la mujer sin rostro, sino a Lisa d'India.

### Viaje

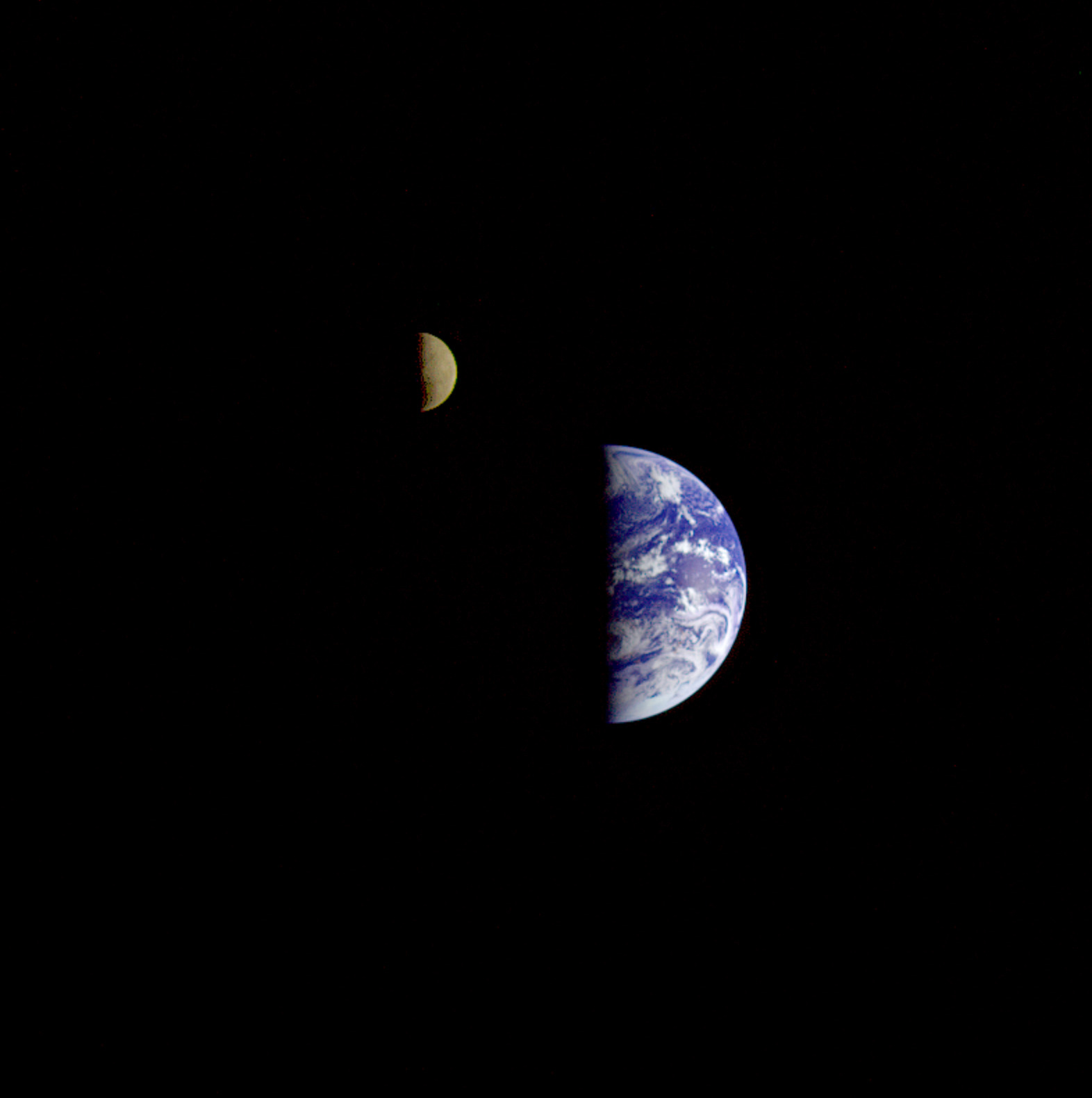
La Tierra y la Luna fotografiadas por la Voyager 1

Un tema central de la novela son los viajes. Tras su salida de la escuela, Mussert se convirtió en escritor de viajes, ocupación que también ejerció Nooteboom durante mucho tiempo. Nooteboom, irónico consigo mismo, se burla a través de Mussert de “estos llamados escritores de viajes literarios que absolutamente tienen que derramar su preciosa alma sobre los paisajes de todo el mundo para asombrar a los buenos ciudadanos." El seudónimo de Mussert Dr. Estrabón hace referencia a Estrabón, un historiador griego antiguo cuya obra literaria no se considera de gran importancia. También para Mussert sus libros de viajes para ganar dinero son irrelevantes, ya que le impiden hacer cosas más importantes como su traducción de Ovidio.
En lugar de viajes terrenales, Mussert sueña con la "emoción de los grandes viajes", con lo que se refiere a los viajes espaciales. En su última noche en Ámsterdam, se lleva a la cama una foto tomada desde gran distancia de la Tierra por la nave espacial Voyager. Confiesa que: “Tenía una relación especial con este viajero, porque tenía la sensación de que yo mismo había viajado con él." En el viaje en barco, el propio Mussert tiene más tarde la experiencia de desprenderse de la tierra como un Voyager, más alto que Neil Armstrong y más alto que Sócrates, "quien creía que uno podía ver el paraíso si solo miraba desde suficientemente lejos".
El Voyager (viajero) ya combina el motivo del viaje con el de la muerte: "El viajero mismo se alejó flotando para siempre". Esta conexión se hace aún más clara en el viaje de Belém, el suburbio de Lisboa, a Belém en Brasil, que se convierte en un viaje de muerte para Mussert y los demás pasajeros. Es una reminiscencia del viaje en la barca de Caronte a través del Aqueronte hacia el inframundo de la mitología griega. Mussert tiene curiosidad sobre el destino del viaje porque “debe tener algo que ver con la realización.

### Paso del tiempo
Dos relojes de Lisboa ilustran el diferente curso del tiempo en la novela: uno ("un extraño pequeño edificio [...], casi un cobertizo de piedra, que consiste enteramente en un reloj, grande, redondo, blanco, con manecillas poderosas") muestra la "hora legal", el tiempo oficial y pretende con autoridad legislativa indicar para siempre el "ahora inexistente". El otro está a sólo cien metros de distancia en un bar, un reloj de péndulo que funciona al revés. Es como el reloj interno de Mussert, superpuesto por los recuerdos, para quien “el tiempo es un misterio, un fenómeno rampante, desenfrenado, que escapa a la comprensión y al que, a falta de mejores posibilidades, hemos dado la apariencia de orden. María Zeinstra resume el dilema: “Si no puedes distinguir entre el tiempo de la ciencia y el de tu pequeña alma, sólo habrá confusión."
Este "lío" en el tiempo llega con la muerte de Mussert. Desde que se fue a la cama en Amsterdam, no se ha vuelto más tarde. Mussert se pregunta: "¿Qué tipo de tiempo es cuando el tiempo no se mueve? " Cambios espaciales como su traslado a Lisboa son posibles sin el paso del tiempo. En la travesía, cualquier noción del tiempo se disuelve por completo, “el tiempo hizo algo con el mundo visible hasta convertirlo en algo fugaz, largo, que podía estirarse cada vez más perezosamente." El tiempo se contrae y se alarga, los pasajeros siguen desapareciendo por períodos indefinidos de tiempo. Se encuentran "más allá del tiempo".
El momento de morir parece durar para siempre. Harris, el compañero de viaje que fue apuñalado en un bar de Guyana, en el momento de su muerte "tuvo tiempo de embarcarse desde Lisboa y viajar con nosotros, y aún ese golpe fatal no había llegado a su destino". Para el capitán Dekobra, el momento en que su avión se estrelló duró un año, "durante este tiempo podría haber escrito un libro con sus memorias". Los pasajeros no tienen nada que hacer más que contar sus historias, “y parecía que teníamos más tiempo del que podíamos usar.

### Muerte y transformación

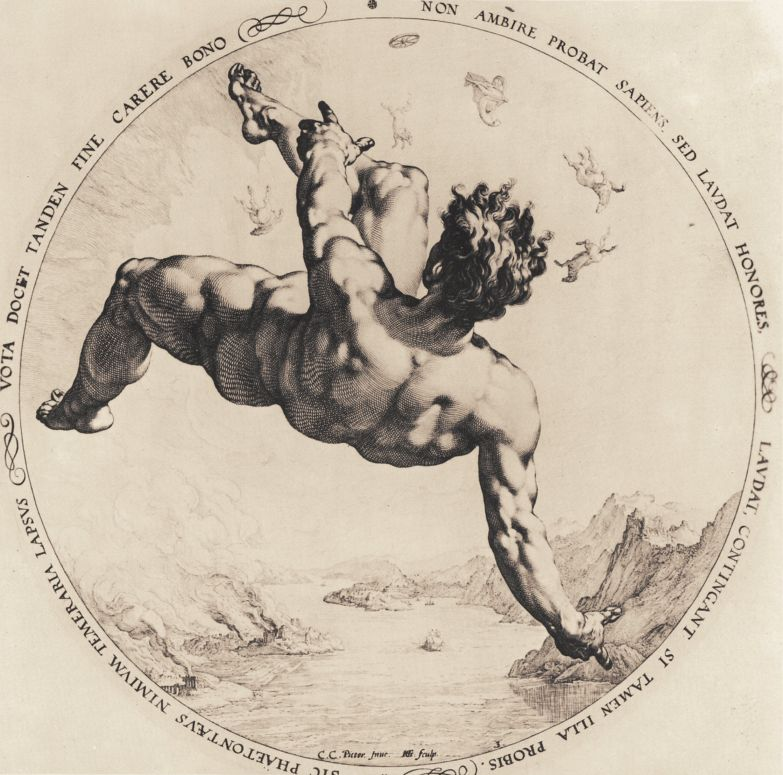
Hendrick Goltzius: Faetón

Aunque la situación inicial al comienzo de la novela todavía parece misteriosa, muchas de las primeras alusiones apuntan al motivo de la muerte, que se convierte en el motivo central de la segunda parte, con el viaje en barco de la vida a la muerte. Mientras se duerme en Ámsterdam, Mussert piensa en la muerte. Cuando se despierta en la habitación del hotel de Lisboa, lo hace “con la ridícula sensación de que podría estar muerto. Él yace "totalmente quieto" con "miedo mortal", pero no está dispuesto a llamar a la historia "una cuestión de vida o muerte".
Las tres horas de clase, que Mussert recuerda, también tienen que ver con la muerte. En la clase de biología, a la cual Mussert asiste como oyente, María Zeinstra muestra una película en la que el cadáver de una rata sirve como lugar de apareamiento para los escarabajos sepultureros. Con estas imágenes, a la clase “asomó a escondidas la muerte, la conexión entre matar, aparearse, comer, transformarse, la cadena voraz, móvil y dentada que es la vida.  En dos lecciones clave en sus clases de lengua clásica, Mussert presentó escenas de la mitología griega a sus alumnos. En la ascensión de Faetón en las Metamorfosis de Ovidio, él mismo se convierte en el hijo de los dioses ante su clase, chocando con el carro solar de su padre: "Puedo sentir que la oscuridad me tira hacia abajo". La segunda hora trata de la muerte de Sócrates después del Fedón de Platón. Y de nuevo Mussert se convierte en un moribundo frente a sus alumnos, bebe la copa de veneno, su mirada perdida en "los ojos de Critón, que son los ojos de d'India [...] Me quedo donde estoy y muero y leo las últimas líneas que me causan un gran escalofrío”.
Al final de ambas horas, la cuestión de la inmortalidad del alma pasa a primer plano. Pero la sobria María Zeinstra no puede alcanzar a Mussert con esta pregunta: "Eres genial hablando. Y ahora quiero un schnapps."  Solo después de la segunda lección encontró en Lisa d'India a la persona adecuada para hablar sobre el tema. Ella es “tan joven que podrías hablarle sobre la inmortalidad. “  Mussert admite que no cree en la inmortalidad del alma, pero es muy extraño “que podamos pensar en ella." 
Sin embargo, en la novela se pueden encontrar numerosas referencias al desprendimiento de la mente del cuerpo. Mussert ve al moribundo en su cama de Amsterdam, que en realidad es él mismo, como un extraño.. Él observa la pelea con Herfst desde arriba, "como si yo no perteneciera". En el viaje, desearía poder volar, “para separarse de todos los demás, hacia la profunda oscuridad.. Finalmente logra realizar sus fantasías del Voyager. Experimentó "cómo mi yo separado lentamente, vacilante, se unió a la procesión allí abajo, mientras que allá arriba yo me elevaba como un globo a alturas cada vez mayores". Solo para la narración al final de la novela tiene que volver “a mi lugar, a mi cuerpo extraño."
Mussert es transformado por la muerte. Ya viendo la película de biología sobre los escarabajos son el "matar, aparearse, comer, transformarse" una cadena para él. Por la mañana en su habitación de hotel en Lisboa descubre en su reflejo: “Ahora había aparecido otro elemento, algo que no podía interpretar." En las calles de Lisboa reconoce: “ningún fuego del mundo transformaría mi materia, yo ya estaba transformado. “,  En el viaje del barco, los cuerpos de los pasajeros se disuelven. “Nuestros cuerpos parecían estar en constante duda de si querían ser reales o no, pocas veces había visto a un grupo de gente a quienes les faltara tanto, de vez en cuando desaparecían rodillas enteras, hombros, pies” antes de ser finalmente apartados por la mujer sin rostro, “con un gesto de infinita ternura”.

### Narrar

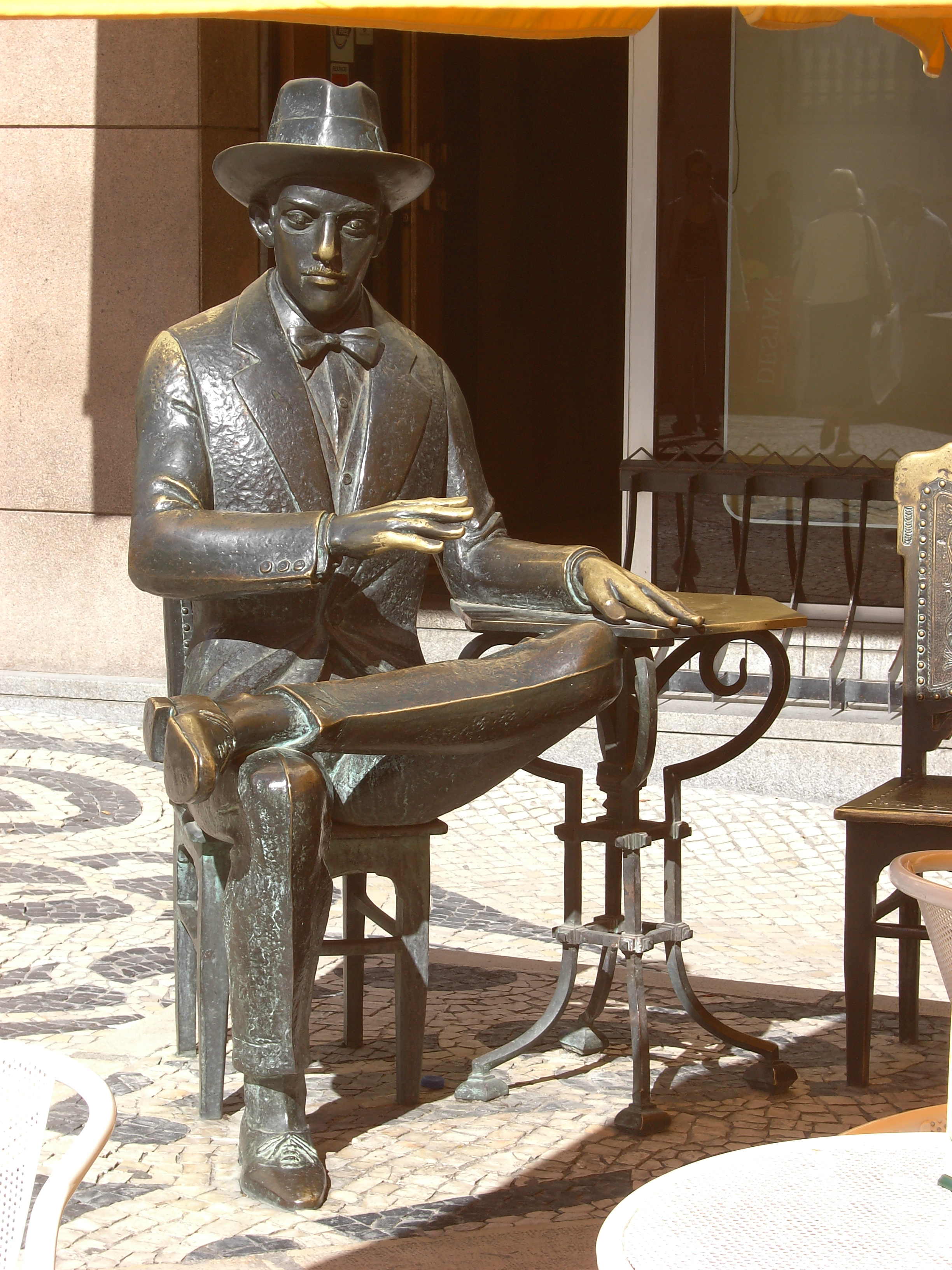
Escultura de Fernando Pessoa frente al Café A Brasileira en Lisboa

El texto de Nooteboom es una narración en dos sentidos, no solo como género sino también en cuanto que en realidad es contado por Mussert, como deja claro la última frase: "Y luego le dije, luego te conté La historia siguiente ".  La referencia al destinatario y el cambio de la tercera persona a una forma directa de trato también se pueden encontrar anteriormente en la historia: “Me alegro de que los demás se hayan ido y que solo necesito decírtelo a ti, aún cuando seas tú mismo alguien de mi historia. Pero eso ya lo sabes, y te dejo así. Tercera persona hasta que se me haga muy difícil.
Así como el destinatario cambia de la tercera a la segunda persona y viceversa, Mussert, como narrador, a menudo adopta un punto de vista de observación. Especialmente al comienzo de la historia, su perspectiva no está clara. Él mismo se plantea la cuestión de si él “era del que se trata aquí. ' Y no sabe si está actuando o es otra persona: 'ya que él, quienquiera que sea, se dijo yo [...]' Incluso más tarde, Mussert cambia repetidamente a la tercera persona en sus informes. En el transcurso de la historia, no solo cambia el sujeto de la historia, el propio Mussert, sino que también la forma de la historia sufre metamorfosis, y la actitud y los niveles narrativos también cambian. El filólogo clásico cita modelos para su estilo narrativo: las Historiae de Tácito y Fernando Pessoa y sus "transformaciones del alma del poeta alcohólico, el ego fluido y multifacético".
Al final, lo que sobrevive al narrador es su narración, la poesía misma. Mussert reconoce en el viaje a la muerte: “Cuanto más duraba el viaje, más real parecía volverse todo lo que antes había presentado a la clase como poesía.” E incluso antes de eso estaba convencido: "Sólo existe lo que está escrito". Con su última oración, la historia remite a su comienzo, a la secuencia interminable de la narración. Por lo tanto, también es una historia posterior como resultado de las muchas historias contadas antes. “Un viaje, por supuesto al reino de los muertos y al mismo tiempo al corazón de la poesía, donde las historias viven más que quienes las cuentan."
En su ensayo Memoirs of the Undead  (Memorias de los no muertos) que Douglas Glover dedicó a la novela, señala que uno de sus puntos de partida es la historia de Ambrose Bierce El incidente del Puente del Búho, con su narrativa similar de la ilusión de un hombre de escapar a su ahorcamiento incluso mientras se lleva a cabo. Según esta lectura, toda la acción del libro de Nooteboom se concentra en los dos segundos que tarda Mussert en morir en su apartamento de Ámsterdam, cuyas pistas comienzan en la primera página. Allí comenta al volver en sí en su habitación de hotel de Lisboa que "me había despertado con la ridícula sensación de que podría estar muerto".

## Posición en las obras completas de Nooteboom
La historia siguiente hace referencia en muchos lugares a los trabajos anteriores de Nooteboom. El mismo Mussert considera que: “El mundo es una referencia cruzada única e incesante."  En primer lugar, cabe mencionar la labor de Nooteboom como escritor de viajes, que satiriza en el personaje ficticio del Dr. Estrabón. Al igual que La historia siguiente, sus ensayos de viaje son “intentos de poner en palabras el siempre elusivo elemento del tiempo. Intenta ver lo trascendente a través de lo visible ”. La descripción del viaje en barco a Belém se remonta a un viaje que Nooteboom realizó a Surinam en 1957 y que registró en su cuaderno de viaje De verliefde gevangene (El prisionero enamorado) y luego recreó en el poema Gran Rio. El viaje tuvo un gran efecto en el joven Nooteboom: "Durante el día tenía que trabajar mucho y en las noches estaban [...] el sofocante cielo estrellado, las olas constantes, las voces de los otros con sus historias".
Nooteboom a menudo se refiere a las obras clásicas. Así, las Metamorfosis de Ovidio son citadas en su primera novela Philip y los otros, y en Rituales Inni Wintrop se refiere a Faetón cuando reflexiona sobre cómo el hombre es arrojado a un mundo sin sentido. El platonismo atraviesa la obra de Nooteboom desde el tío Alejandro en Philip y los otros pasando por Alfonso Tiburón de Mendoza, En las montañas de los Países Bajos hasta la invocación de una 'calculadora electrónica platónica' en Rituales. La muerte y las despedidas también juegan siempre un papel importante para Nooteboom. En Rituales son anunciados con un ritual de té. También en La historia siguiente se ritualiza la despedida en la escena de la muerte de Sócrates. En las Notas de Berlín, Nooteboom aporta información sobre su manejo personal de las despedidas y su procesamiento literario cuando, al salir de Berlín, confiesa “que en realidad no es admisible, que estoy tan ligado a lo que ha pasado aquí que ya no puedo despegarme del hecho de que tengo que quedarme, ver y escribir".
Hermann Mussert es un típico protagonista de Nooteboom. Es un soltero con una pasión obsesiva, en su caso por las lenguas clásicas. ¡En esto se parece a los Taads, padre e hijo,  en Rituales o al fotógrafo Arnold Pessers de Mokusei!. En los cuadernos de viaje de Nooteboom El desvío a Santiago, en el cuento El pasado siempre está presente y no presente, fechado en 1986, Nooteboom recuerda a su profesor de latín, el padre Ludgerus Zeinstra. Sus descripciones revelan que puede ser considerado un modelo a seguir para el personaje de Hermann Mussert. Al mismo tiempo, presta su nombre a su amante María Zeinstra, y los versos de Ovidio cantados por el maestro ocupan un lugar destacado en La historia siguiente. En un ensayo, Nooteboom explicó por qué le dio a su protagonista el apellido del líder fascista holandés Anton Mussert: “El nombre se ajustaba perfectamente con este libro. Quería a alguien que lo tenga todo en su contra, mi Mussert es bajito, calvo, cínico y para colmo se equivoca de nombre."

## Orígenes
En 1982, la Asociación Holandesa de Libreros CPNB le preguntó a Nooteboom si estaría interesado en escribir uno de los libros de regalo anuales de la Semana del Libro Holandés de la CPNB. Nooteboom escribió un esbozo adecuado para ello. Sin embargo, no se llevó a cabo porque el CPNB prefirió la contribución del popular artista de cabaret holandés Wim Kan. No fue hasta la Semana del Libro de 1991 que La historia siguiente finalmente fue elegida como regalo de la Boekenweek. En la presentación oficial a la prensa de su novela, Nooteboom comentó que en 1982 probablemente estaban buscando un libro de regalo fácil de consumir, pero que ahora existía una demanda de literatura seria y sofisticada. Explicó además a Joost Zwagerman: "Si hubiera escrito a propósito algo simple, habría sido ofensivo no solo para mí, sino sobre todo para mis lectores. Acabo de escribir el libro que quería escribir".
En una entrevista con Stephan Lebert en el Süddeutsche Zeitung, Nooteboom explica el proceso de escritura. El tema de los viajes estaba predeterminado. Eligió Lisboa como escenario "porque la ciudad significa una despedida para mí y me recuerda a un teatro antiguo". En un viaje a la capital portuguesa, revisó viejos recuerdos de visitas anteriores que se remontan a 1957 y recopiló impresiones. Luego escribió La historia siguiente en Sant Lluís, Menorca, sin esquema, sin concepto, 500 palabras escritas a mano todos los días. “Escribí y de alguna manera todo encajó. Ese es siempre mi caso". Al escribir, tenía en mente la audiencia inusualmente numerosa de 540.000 personas que recibirían su libro como regalo, "cantidades [...] que podrían llenar estadios enteros". El éxito de ventas internacionales de su historia no iba a ser inferior a la edición de regalo holandesa. El 2 de octubre de 1990 Nooteboom terminó de escribir la novela.

## Recepción
En los Países Bajos, la novela encontró una recepción bastante débil. Una cita representativa de Carel Peeters en Vrij Nederland : "Todo lo que escribe Nooteboom es tan elegante como sofisticado, sorprendente y perspicaz, pero no despierta en mí un interés real por el personaje principal de La historia siguiente. El actúa y piensa, pero a mi me deja frío. El resultado es que tampoco tengo ganas de involucrarme con las finuras de la historia. La escritora holandesa Connie Palmen incluso relata en su libro autobiográfico IM que su pareja, Ischa Meijer, describió a Nooteboom en Het Parool, hablando de la novela como un "escritor fanfarrón y sin sentido", aunque ella estima mucho su obra.
En Alemania, la Suhrkamp Verlag tenía contratado a Nooteboom desde su novela Rituales, cuya acogida el propio Nooteboom resumía sucintamente: “Buenas críticas, sin ventas. La historia siguiente fue traducida al alemán por Helga van Beuningen. Incluso la copia de lectura creada de antemano despertó un gran interés y se agotó rápidamente. La tirada inicial para el comercio fue de 5400 ejemplares.
Ya las primeras críticas en Alemania fueron muy positivas. Rüdiger Safranski escribió en Die Zeit: “Cees Nooteboom ha contado una historia de una manera maravillosa, cuyo verdadero protagonista es la poesía misma. No puede encontrar un fin porque todavía puede comenzar algo con cada fin, incluida la muerte. Wolfram Schütte constató "El engañoso juego mental novelístico de Nooteboom" en el Frankfurter Rundschau : "Una narración que se desliza sobre momentos ficticios de la vida y desafíos intelectuales frente a [...] la muerte. Karl Corino en el Stuttgarter Zeitung llamó a la historia un "estudio metafísico" y la comparó con los dibujos paradójicos de M. C. Escher.
El crítico de The Independent también se pronunció de forma positiva sobre la obra y acotó: "Sin embargo, más allá del aprendizaje tan ingeniosamente mostrado, hay algo más profundo que podría hablarle a cualquiera: un viaje alrededor de la memoria y la muerte, el mito y la desilusión. Al final, Nooteboom se ha mostrado como un maestro de la sabiduría irónica, pero también del sentimiento eufórico y elegíaco."
Sin embargo, el meteórico éxito de ventas solo se materializó a través de una discusión en el programa de ZDF Das Literarisches Quartett como parte de la Feria del Libro de Frankfurt el 10 de octubre de 1991. Marcel Reich-Ranicki elogió la historia: "No entendí muy bien el libro. Tengo que leerlo por segunda vez. Pero lo que entendí me conmovió profundamente y lamento profundamente haber pasado por alto todos los libros anteriores de Nooteboom. Nooteboom es uno de los principales escritores europeos de nuestro tiempo y este es uno de los libros más importantes que he leído este año. Estoy profundamente impresionado por este Nooteboom. ' El propio Nooteboom comentó más tarde: 'Creo que lo importante fue que dijo que no entendía del todo La historia siguiente"'.
La primera edición se agotó inmediatamente después de la transmisión del programa y una segunda edición se agotó en la misma semana. Un mes después de la transmisión, las ventas ya eran de 25.500 ejemplares y aparecieron siete ediciones en tres meses. La novela se mantuvo en las listas de los libros más vendidos durante meses e incluso apareció en la lista de los más vendidos de 1992 de la revista Der Spiegel.  El fenómeno de que una reseña en El cuarteto literario pudiera tener un impacto tan fuerte en el éxito de ventas de un libro se repitió en transmisiones posteriores. El éxito de la novela tampoco fue un hecho singular para Nooteboom. El interés por sus obras se mantuvo en Alemania e incluyó nuevas ediciones exitosas de sus obras anteriores, especialmente Rituales, así como las siguientes publicaciones en los años posteriores. Hasta el día de hoy, Nooteboom es más popular en Alemania que en su país de origen. En 2003 se realizó el documental en lengua alemana Hotel Nooteboom - Un viaje en imágenes al país de las palabras, en el que se leen partes de la novela.
La historia siguiente también fue bien recibida internacionalmente: en 1993 el libro fue galardonado con el Premio de Literatura de la Unión Europea. A principios de 1994 siguió una traducción al inglés de Ina Rilke, que también apareció en los EE. UU. a finales de año y recibió críticas positivas.

## Adaptación
Sinéad Rushe adaptó la novela para una obra de teatro con dos actores, lanzada en 2001 en el Battersea Arts Centre de Londres. En ella se describe a Mussert visto a través de los ojos de las dos mujeres que sirvieron como "su amante y su musa".